# After Blues

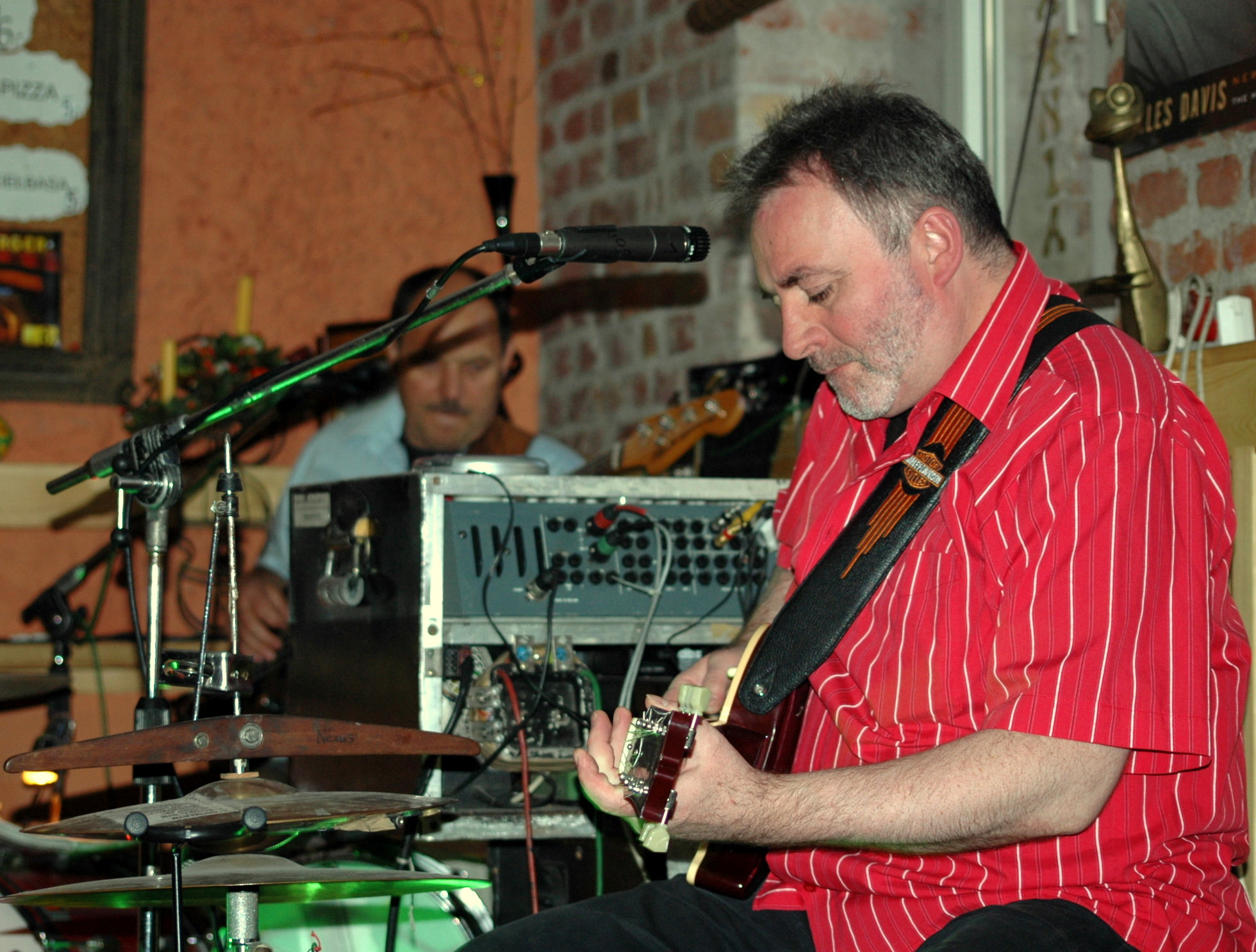
Ban nhạc trong buổi biểu diễn ở Wolin (2009)

After Blues là ban nhạc blues Ba Lan thành lập năm 1980 tại Szczecin.
Thành viên nhóm nhạc ban đầu là hai người bạn học cùng trường âm nhạc: Leszek Piłat (guitar bass, hát, dàn trống) và Waldemar Baranowski (guitar, nhạc cụ gõ, hát). Sau này thêm hai thành viên là Andrzej Kotok (guitar) và Zenon Szyłak (trống). Năm 1980, nhóm giành chiến thắng trong cuộc tổng duyệt các đội trẻ được tổ chức trong câu lạc bộ "Słowianin". Nhóm nhạc ban đầu tên là "3,50 po Obniżce", sau đổi đổi tên thành "After Blues".
Khi chỉ có hai thành viên, việc thiếu một tay trống đã thúc đẩy Leszek Piłat chế tạo một cái "máy đánh trống" cấu tạo bởi trống, chũm chọe và một hệ thống bánh răng và dây, giúp hai người vừa đánh guitar vừa chơi trống bằng chân của họ cùng một lúc. Giải pháp tình thế này đã khiến bộ đôi được chú ý trong " Lễ hội Rawa Blues " năm 1985. Trong cuộc thi này, họ được ban giám khảo trao giải nhất.
Cũng trong năm 1985, trong lễ hội " Blues Top " ở Sopot, After Blues giành được giải nhất và lọt vào mắt xanh của Tadeusz Nalepa, cha đẻ của dòng nhạc blue tại Ba Lan.
Sau một vài năm ban nhạc chơi song ca hoặc với các khách mời (như Wojciech Waglewski, Ireneusz Dudek, Jan "Kyks" Skrzek), nhóm nhạc mở ra một chương mới trong sự nghiệp. Năm 1994, nhóm nhạc hợp tác với Mira Kubasińska, cựu ca sĩ của Blackout và Breakout và họ ra mắt những sáng tác mới. Bản thu Zobacz jak pięknie  do Kubasińska và After Blues sáng tác và trình diễn tháng 10 năm 2006 đứng ở vị trí thứ 5  trong Danh sách Lista przebojów Programu Trzeciego.
Theo đề xuất của ban nhạc After Blues, lễ hội "Bluesada" bắt đầu thành lập năm 1992 .

## Các bài hát và album
- After Blues, 1986, PolJazz (PSJ 157)
- International Blues Family - After Blues!, 1988, Polskie Nagrania „Muza" (SX 2621)
- Tadeusz Nalepa Promotion After Blues
- Duo After Blues in Standards Đài phát thanh học thuật "Pomorze" (Akademickie Radio Pomorze, ARP-047)
- After Blues and Friends (After Blues và những người bạn) 1989, Poljazz (PSJ-238)
- Jednego Serca
- Night Blues
- Już Nie Kłam,1994 TOMATO (0001)
- Zobacz jak pięknie - năm 2008